# Jaume Bot i Arenas
Jaume Bot i Arenas (Badalona, 1904 – Vilassar de Dalt, 1983) fou un malacòleg i naturalista, industrial tèxtil i emprenedor català impulsor i fundador del Museu de Conquilles del Cau del Cargol que conté una col·lecció de més de 18.000 espècies. Autodidacte i gran amant de la natura, fou reconegut internacionalment com a expert en malacologia. Gràcies a la seva feina d'estudi, identificació i classificació, la col·lecció del museu del Cau del Cargol, és una finestra per compartir la fascinació per la bellesa i l'harmonia de formes i colors de la natura, a través de les conquilles.
El 1939 va crear l'empresa Instruments J. Bot S.A., especialitzada en la fabricació d'instruments de control físic de materials, que continua produint fins al dia d'avui.

## Obra
- Marcy, Jean; Bot i Arenas, Jaume. Les Coquillages : les gastéropodes marins... [Dessins de Bernard Durin et Rémy Poutiers..] (en francès).  París: N. Boubée et Cie., 1969, p. 281.